# イオンタウン菰野
イオンタウン菰野 (イオンタウンこもの) は、三重県菰野町大字宿野にあるオープンモール形式のコミュニティ型ショッピングセンターである。

## 概要
四日市市のベッドタウンである菰野町の人口増加が見込まれるため、2000年4月21日に「イオンタウン菰野ショッピングセンター」として開業した。なお、旧来のジャスコ菰野店の閉店がこのショッピングセンター開業の1か月前のため、事実上の移転である。
当初はマックスバリュやメガマートなども入居していたが、2013年の大規模リニューアルに伴い閉店し、3月15日に旧メガマート跡にザ・ビッグが出店、11月14日には新たに23店舗を加え、リニューアルオープンした。

## テナント
出店テナント全店の一覧・詳細情報は公式サイト「フロアガイド」を参照。
核店舗は東側の棟にあるザ・ビッグ 菰野店である。この棟にはザ・ビッグのほかにクリーニング店などが入居している。
北側の専門店棟には、雑貨店やサービス系テナント、衣料品店、軽食店など、計26店舗が入居している。なおこの専門店棟は東側はリニューアル時に建て替え、西側は旧マックスバリュの建物を改築しそのまま活用している。
その他携帯ショップや書店、CD・DVDショップ、ファミリーレストラン、家電量販店などの計11店の専門店はそれぞれ独立した建物である。

### 過去に存在した主なテナント
- マックスバリュ 菰野店[要出典][注 1]
- メガマート 菰野店[要出典]